# Hajīn
Hajīn (arabiska: هجين) är en subdistriktshuvudort i Syrien.   Den ligger i provinsen Dayr az-Zawr, i den östra delen av landet, 400 kilometer öster om huvudstaden Damaskus. Hajīn ligger 182 meter över havet och antalet invånare är 29 237.
Terrängen runt Hajīn är platt. Det finns inga andra samhällen i närheten. 
Trakten runt Hajīn består till största delen av jordbruksmark. Runt Hajīn är det ganska glesbefolkat, med 29 invånare per kvadratkilometer.